# 菊状千里光
菊状千里光（学名：Senecio laetus）是菊科千里光属的植物。分布于巴基斯坦、印度、不丹、尼泊尔以及中国大陆的湖北、湖南、西藏、重庆（綦江）、贵州、云南等地，生长于海拔1,100米至3,750米的地区，常生于林下、田边、开旷草坡、林缘和路边，目前尚未由人工引种栽培。

## 异名
- Senecio chrysanthemoides DC., nom. illegit.
- Senecio scapiformis Y. L. Chen et K. Y. Pan